# Dicroglossidae
Dicroglossidae é uma família de anfíbios da ordem Anura. Pode ser encontradas na África e Ásia.

## Taxonomia
Duas subfamílias e 15 gêneros são reconhecidos:
- Subfamília Dicroglossinae Anderson, 1871
  - Gênero Allopaa Ohler & Dubois, 2006
  - Gênero Chrysopaa Ohler & Dubois, 2006
  - Gênero Euphlyctis Fitzinger, 1843
  - Gênero Fejervarya Bolkay, 1915
  - Gênero Hoplobatrachus Peters, 1863
  - Gênero Limnonectes Fitzinger, 1843
  - Gênero Minervarya Dubois, Ohler, & Biju, 2001
  - Gênero Nannophrys Günther, 1869
  - Gênero Nanorana Günther, 1896
  - Gênero Ombrana Dubois, 1992
  - Gênero Quasipaa Dubois, 1992
  - Gênero Sphaerotheca Günther, 1859
  - Gênero Zakerana Howlader, 2011
  - Incertae sedis dentro de Dicroglossinae:
    - Rana agricola Jerdon, 1854
- Subfamília Occidozyginae Fei, Ye, & Huang, 1990
  - Gênero Ingerana Dubois, 1987
  - Gênero Occidozyga Kuhl & Van Hasselt, 1822